# Jorden runt på 20 dagar
Jorden runt på 20 dagar (engelska Around the world in 20 days) var en informell resetävling jorden runt som hölls hösten 1936. Tävlingen startade den 30 september i New York och de tre deltagarna fick endast använda sig av etablerade kommersiella färdmedel. Tävlingen avslutades den 19 oktober samma år när den förste deltagaren anlände tillbaka till New York efter endast 18 dagar.

## Bakgrund

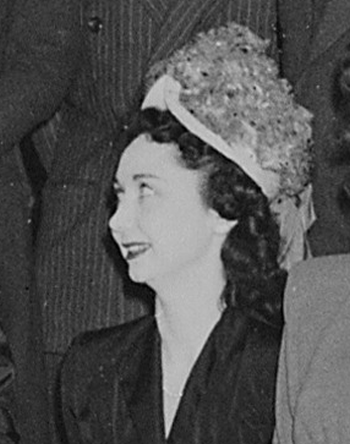
Dorothy Kilgallen

Tävlingen skulle visa att flygresor inte längre var exklusiva, tidskrävande och dyrbara utan var tillgängliga och överkomliga för en bredare allmänhet. Tidigare jorden runt resor som Jules Vernes fiktiva resa i boken Jorden runt på 80 dagar utgiven 1873 och Nellie Blys faktiska resa som hon sedan beskrev i sin bok Jorden runt på 72 dagar utgiven 1890 gjordes före den moderna flygmaskinens tid.
Tidtagningen sköttes av den nationella flygorganisationen National Aeronautic Association NAA och klockorna startades kvällen den 30 september.

## Deltagare
Alla deltagare jobbade som journalister vid olika tidningar i New York.
- Herbert Roslyn "Bud" Ekins,[4] reporter för tidningen New York World-Telegram
- Leo Kieran, reporter för tidningen The New York Times
- Dorothy Mae Kilgallen, reporter för tidningen New York Evening Journal (senare New York Journal)

Under resans gång skickade alla tre deltagare regelbundna telegram om resan till sina respektive tidningsredaktioner som därefter spreds vidare till en rad tidningar. Kilgallens deltagande uppmärksammades särskilt då hon var kvinna.

## Resan

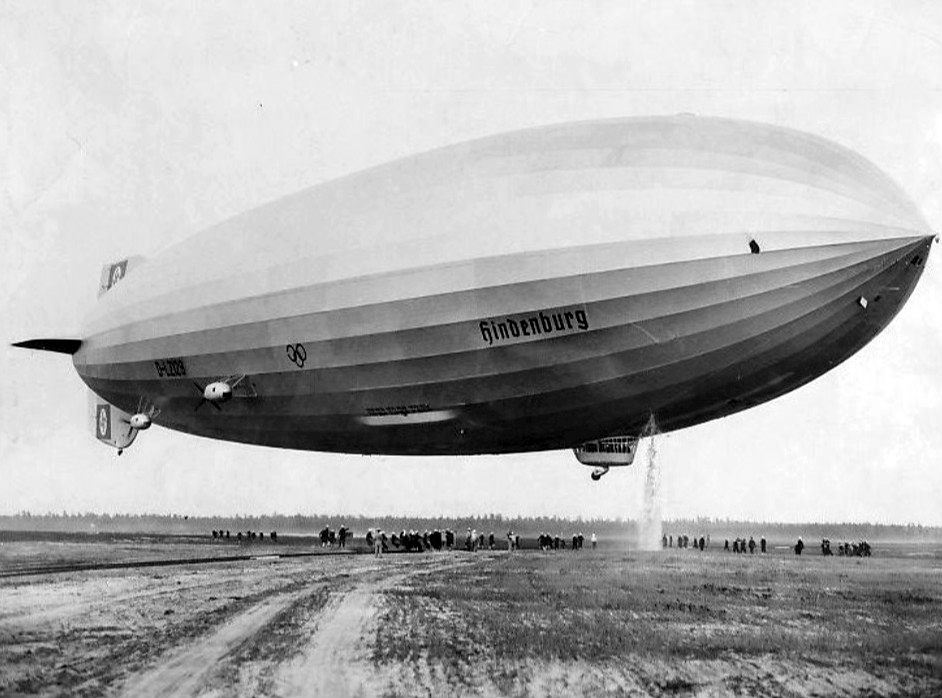
Zeppelinare Hindenburg

Tävlingen startade den 30 september. Första etappen gick från New York cirka 80 kilometer till flygfältet i orten Lakehurst i New Jersey. Där tog alla deltagarna plats på "Deutsche Zeppelin-Reederei" zeppelinare Luftskeppet Hindenburg för resa till den nyöppnade flygplatsen Flug- und Luftschiffhafen Rhein-Main i Frankfurt i Tyskland. Resan över Atlanten tog 58 timmar och luftskeppet landade den 3 oktober. I Frankfurt skiljdes nu den resvane Ekins från Kieran och Kilgallen och valde sedan ett flyg med Koninklijke Luchtvaart Maatschappij DC-2linje via Wien och Aten till Alexandria. Ekins tog sedan fortsatt en annan rutt större delen av resan fram till flygningen över Stilla havet från Manila till USA. Kieran och Kilgallen tog sig vidare till Brindisi i Italien med olika färdmedel (flygplan, tåg och bil).

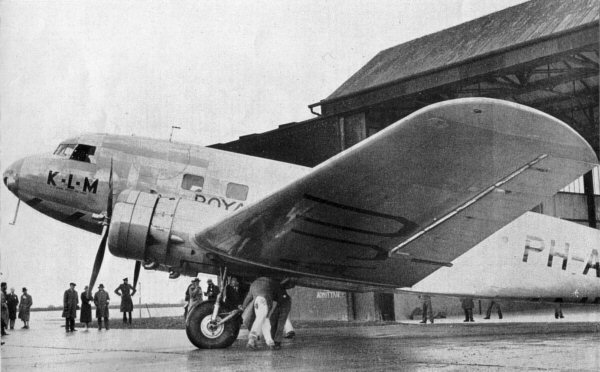
flygplan Douglas DC-2

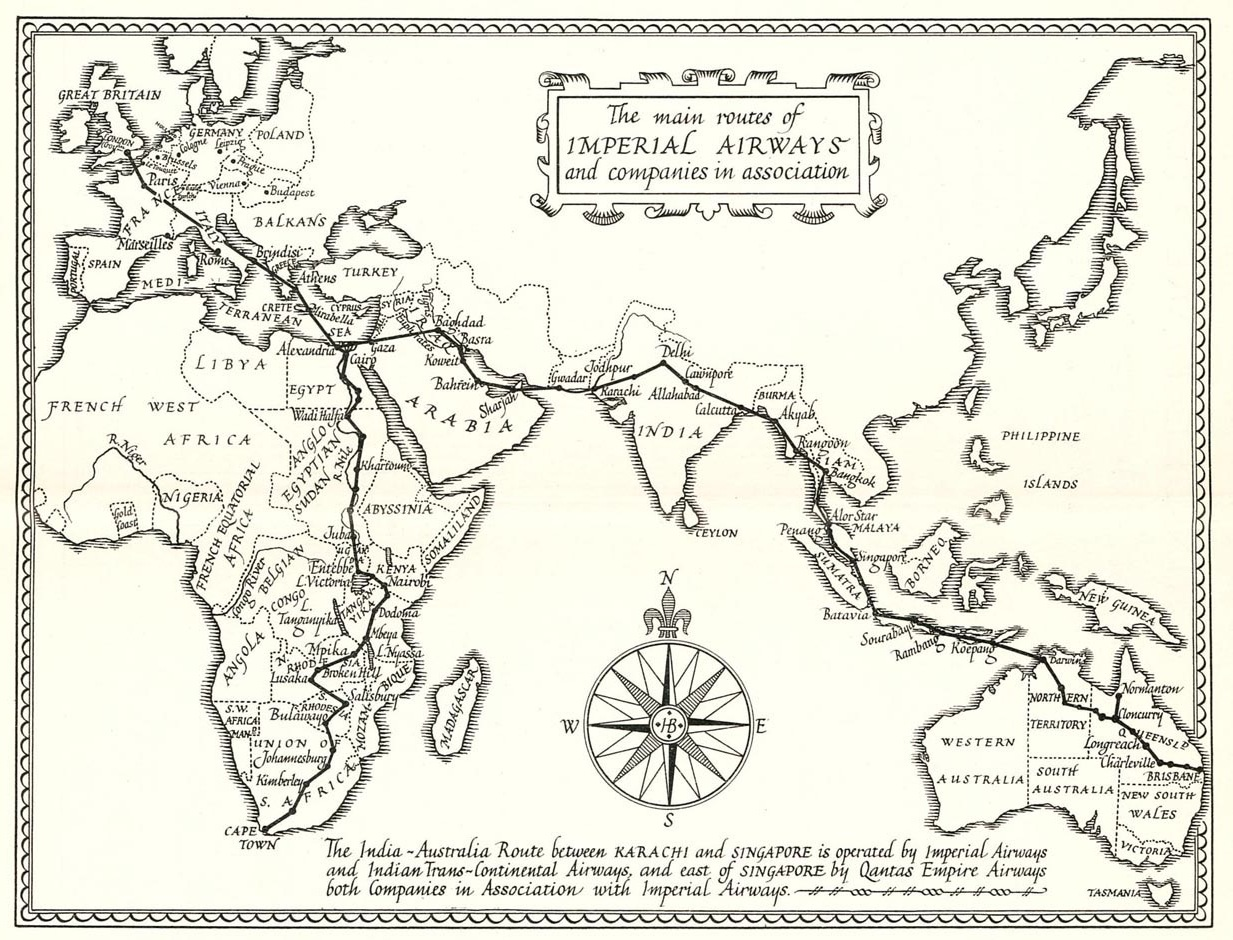
Imperial Airways flygrutter

Nästa etapp för Kieran och Kilgallen gick från Brindisi till Aten där de skulle ta ett flyg med "Imperial Airways" genom Främre Orienten och Brittiska Indien med flera mellanlandningar (bland andra Rutbah Wells, Basra och Bagdad, Irak; Jodhpur, Delhi, Indien; Kwangsi, Kina) till Bangkok (i dåvarande Siam). Efter ankomsten i Bangkok valde Kilgallen att välja annan rutt till Hong Kong och skildes från Kieran. Ekins reste från Alexandria vidare via Basra och Karachi till Jodhpur för övernattning, sedan vidare via Allahabad och Calcutta till Rangoon för nästa övernattning. Resan fortsatte vidare via Bangkok och Penang till Singapore. Därifrån fortsatte resan via Batavia och Balikpapan på Borneo vidare till Manilla dit han anlände den 10 oktober.
När Kieran och Kilgallen slutligen anlände till Hong Kong fick de information om att Ekins redan hade rest vidare från Manila den 14 oktober med ett irreguljärt Pan American testflyg (Pan Am "Hawaii Clipper", Martin M-130) utan passagerare genom att låtsas vara flygpersonal (även då rutten var densamma betraktade de detta som ett regelbrott). Kieran och Kilgallen reste från Hongkong vidare med Dollar Steamship Line ångfartyg President Pierce till Manila i Filippinerna. Flygningen över Stilla havet skulle avgå därifrån den 17 oktober.

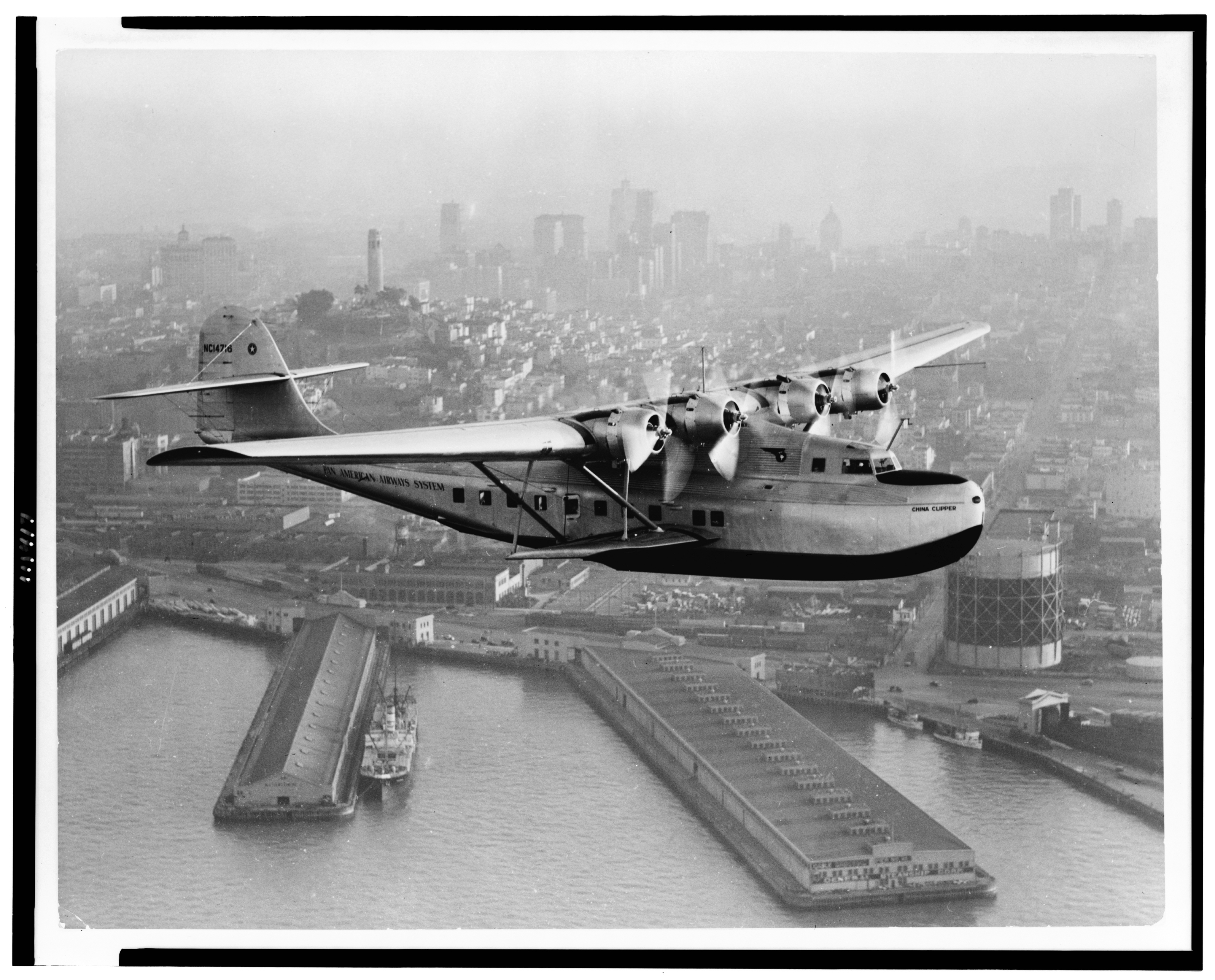
flygbåt China Clipper

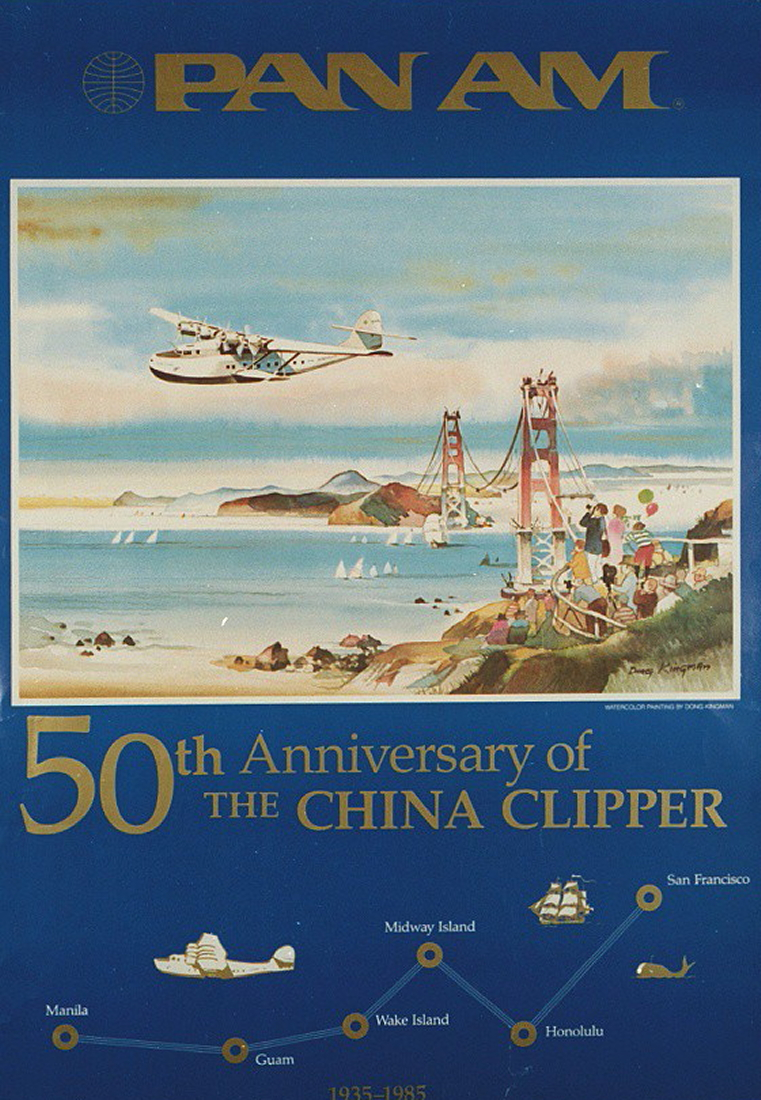
China Clippers flygrutt

Nästa etapp gick från Manila med Pan Americans första ordinarie avgång av flygbåtlinjen) "China Clipper" (en Martin M-130) med slutdestination San Francisco i Kalifornien. Den långa etappen hade flera mellanlandningar (Guamön, Wakeön, Midwayöarna och Hawaii). Under resan försenades Kieran och Kilgallen ytterligare av ett oväder under mellanlandningen på Wakeön. Duon anlände till Honolulu i Hawaii den 22 oktober, varifrån de senare reste vidare till San Francisco. Ekins hade rest vidare från Hawaii reden den 17 oktober och anlände i San Francisco (Alameda) den 18:e.
Slutetappen gick sedan från San Francisco till Newark i New Jersey. Ekins hade redan anlänt tidigare och fortsatt med flyg till Los Angeles (mellanlandning Bakersfield) och därifrån vidare (med 5 mellanlandningar) till Newark och slutligen New York dit han anlände den 19 oktober som vinnare, Kilgallen anlände till Newark den 22 oktober och Kieran lite senare samma dag. Den totala restiden för  blev 18 dagar, 11 timmar, Kilgallens tid blev 24 dagar 12 tim och Kierans tid blev 24 dagar 14 timmar. Den totala ressträckan beräknades till cirka 41 511 km (25 794 mi).

## Eftermäle
Kilgallen skrev senare samma år en bok om resan som publicerades 1936 av förlaget David McKay Company i Philadelphia med titeln Girl Around the World. Delar av boken blev sedan underlag i Warner Bros. Pictures film 1937 – Fly-Away Baby som fick premiär i USA 19 juni 1937. Den 8 februari 1960 erhöll Kilgallen även en stjärna på Hollywood Walk of Fame i Kalifornien.
Ekins skrev senare samma år också en bok om resan som publicerades av förlaget Longmans, Green and Co i New York med titeln Around the world in eighteen days and how to do it.
2001 startade tv-serien The Amazing Race med liknande tävlingskoncept.